# Regeringen Grindeanu
Regeringen Grindeanu var Rumäniens regering mellan 4 januari och 29 juni 2017. Regeringen var en koalitionsregering bestående av Socialdemokratiska partiet (PSD) och Alliansen liberaler och demokrater (ALDE). Den leddes av premiärminister Sorin Grindeanu från PSD.  Regeringen Grindeanu ersatte den tidigare regeringen Cioloș och efterträddes av regeringen Tudose.

## Sammansättning
| Bild                  | Titel                                                         | Namn                         | Parti | Parti     | Tillträdde       | Avgick           |
| --------------------- | ------------------------------------------------------------- | ---------------------------- | ----- | --------- | ---------------- | ---------------- |
|                       | Premiärminister                                               | Sorin Grindeanu              |       | PSD       | 4 januari 2017   | 29 juni 2017     |
| Vice premiärministrar |                                                               |                              |       |           |                  |                  |
|                       | Vice premiärminister och regionminister                       | Sevil Shhaideh               |       | PSD       | 4 januari 2017   | 16 juni 2017     |
|                       | Vice premiärminister och miljö- och klimatminister            | Daniel Constantin            |       | ALDE      | 4 januari 2017   | 27 mars 2017     |
|                       | Vice premiärminister och miljö- och klimatminister            | Grațiela Gavrilescu          |       | ALDE      | 27 mars 2017     |                  |
| Ministrar             |                                                               |                              |       |           |                  |                  |
|                       | Inrikesminister                                               | Carmen Daniela Dan           |       | PSD       | 4 januari 2017   | 14 juni 2017     |
|                       | Finansminister                                                | Viorel Ștefan                |       | PSD       | 4 januari 2017   | 29 juni 2017     |
|                       | Jordbruksminister                                             | Petre Daea                   |       | PSD       | 4 januari 2017   |                  |
|                       | Utrikesminister                                               | Teodor Meleșcanu             |       | ALDE      | 4 januari 2017   |                  |
|                       | Försvarsminister                                              | Gabriel-Beniamin Leș         |       | PSD       | 29 juni 2017     |                  |
|                       | Justitieminister                                              | Florin Iordache              |       | PSD       | 4 januari 2017   | 9 februari 2017  |
|                       | Justitieminister                                              | Ana Birchall (tillförordnad) |       | PSD       | 9 februari 2017  | 23 februari 2017 |
|                       | Justitieminister                                              | Tudorel Toader               |       | oberoende | 23 februari 2017 | 15 juni 2017     |
|                       | Ekonomiminister                                               | Alexandru Petrescu           |       | PSD       | 4 januari 2017   |                  |
|                       | Ekonomiminister                                               | Mihai Tudose                 |       | PSD       | 23 februari 2017 | 29 juni 2017     |
|                       | Kommunikationsminister och minister för informationssamhället | Augustin Jianu               |       | PSD       | 4 januari 2017   | 29 juni          |
|                       | Hälsominister                                                 | Florian Dorel Bodog          |       | PSD       | 4 januari 2017   |                  |
|                       | Utbildnings- och forskningsminister                           | Pavel Năstase                |       | PSD       | 4 januari 2017   | 29 juni 2017     |
|                       | Arbetsmarknads-, familje-, social- och äldreminister          | Lia Olguța Vasilescu         |       | PSD       | 4 januari 2017   |                  |
|                       | Minister för europeiska fonder                                | Mihaela Virginia Toader      |       | PSD       | 4 januari 2017   | 23 februari 2017 |
|                       | Minister för europeiska fonder                                | Rovana Plumb                 |       | PSD       | 23 februari 2017 |                  |
|                       | Transport- och kommunikationsminister                         | Alexandru-Răzvan Cuc         |       | PSD       | 4 januari 2017   |                  |
|                       | Kulturminister                                                | Ioan Vulpescu                |       | PSD       | 4 januari 2017   | 29 juni 2017     |
|                       | Ungdoms- och idrottsminister                                  | Marius-Alexandru Dunca       |       | PSD       | 4 januari 2017   |                  |
|                       | Energiminister                                                | Toma-Florin Petcu            |       | ALDE      | 4 januari 2017   |                  |
|                       | Turismminister                                                | Mircea-Titus Dobre           |       | PSD       | 4 januari 2017   |                  |
|                       | Minister för forskning och innovation                         | Șerban Valeca                |       | PSD       | 4 januari 2017   | 29 juni 2017     |
|                       | Vatten- och skogsminister                                     | Adriana Petcu                |       | PSD       | 4 januari 2017   | 29 juni 2017     |
|                       | Handelsminister                                               | Florin Nicolae Jianu         |       | oberoende | 4 januari 2017   | 2 februari 2017  |
| Biträdande ministrar  |                                                               |                              |       |           |                  |                  |
|                       | Biträdande minister för relationen till rumäner utomlands     | Andreea Păstârnac            |       | PSD       | 4 januari 2017   |                  |
|                       | Biträdande minister för social dialog                         | Gabiel Petrea⁠                |       | PSD       | 4 januari 2017   |                  |
|                       | Biträdande minister för relationen till parlamentet           | Grațiela-Leocadia Gavrilescu |       | ALDE      | 4 januari 2017   | 3 april 2017     |
|                       | Biträdande minister för relationen till parlamentet           | Viorel Ilie                  |       | ALDE      | 3 april 2017     | 14 juni 2017     |
|                       | Biträdande minister för europeiska frågor                     | Ana Birchall                 |       | PSD       | 4 januari 2017   | 29 juni 2017     |